# Точило луковый
Точило луковый, или точило луковый серый, (лат. Duspessa ulula) — ночная бабочка семейства древоточцев.

## Ареал
Распространён в центральной и южной Европе, на юге Украины, в Крыму, через Россию далее ареал простирается в Центральную Азию. Также встречается в Сирии, Иране, Ираке и некоторых частях Северной Африки.

## Описание
Бабочка с размахом крыльев 18—26 мм. Передние крылья светло-коричневые с бурым рисунком. Задние крылья с пёстрой бахромой. Тело покрыто густыми волосками.

## Биология
Лёт бабочек проходит растянуто, обычно в июле-августе. Самка откладывает белые овальные яйца.
Гусеница с телом красного цвета и с маленькой чёрной головой. Тело покрыто редкими и достаточно длинными светлыми волосками. Может достигать длины до 24 мм. Гусеницы развиваются преимущественно в корнях и луковицах чеснока, реже — других видах лука, включая Allium flavum, Allium vienale, Allium spaerocephalon. Гусеницы вбуравливаются в
луковицы и выгрызают внутри большие полости. Развиваются почти на протяжения года, начиная с июля. Зимой гусеницы впадают в диапаузу, сооружая для этого паутинный кокон. Весной они продолжают питание. В июне гусеницы поднимаются к поверхности почвы, где окукливаются в вертикальном положении.